# I Knew You Were Waiting (For Me)
«I Knew You Were Waiting (For Me)» — песня, выпущенная американской певицей Аретой Франклин и английским певцом Джорджем Майклом в дуэте 23 января 1987 года. Песня стала хитом номер один в США и Великобритании. Billboard включил «I Knew You Were Waiting (For Me)» в список самых успешных синглов Франклин в чарте Hot 100 всех времён. Песня стала самым успешным хитом Франклин в чарте Billboard Adult Contemporary, достигнув второго места. Песня была написана Саймоном Клайми и Деннисом Морганом и спродюсирована Нарадой Майклом Уолденом. Франклин и Майкл выиграли премию Грэмми 1987 года в номинации «Лучшее дуэтом или группой в стиле ритм-н-блюз» за «I Knew You Were Waiting (For Me)».

## История
«I Knew You Were Waiting (For Me)» стал 3-м подряд для Майкла сольным хитом на позиции № 1 в Великобритании, после «Careless Whisper» (1984, также из альбома Make It Big) и «A Different Corner» (1986) и 5-м с учётом группы Wham! (Wake Me Up Before You Go-Go, 1984 и Freedom, 1984). В США он стал для певца 2-м сольным чарттоппером певца после «Careless Whisper» (или 4-м с учётом группы Wham!: Wake Me Up Before You Go-Go, 1984 и Everything She Wants, 1985).

## Чарты и сертификации
| Чарт (1987)                       | Верхняя позиция |
| --------------------------------- | --------------- |
| Australian Singles Chart          | 1               |
| Austrian Singles Chart            | 9               |
| Canadian RPM Top Singles          | 4               |
| Dutch Singles Chart               | 1               |
| German Singles Chart              | 5               |
| Irish Singles Chart               | 1               |
| Italian Singles Chart             | 11              |
| New Zealand Singles Chart         | 3               |
| Norwegian Singles Chart           | 4               |
| Swedish Singles Chart             | 4               |
| Swiss Singles Chart               | 5               |
| UK Singles Chart                  | 1               |
| US Billboard Hot 100              | 1               |
| US Billboard Adult Contemporary   | 2               |
| US Billboard Hot Dance Club Songs | 12              |

| Регион | Сертификация | Продажи |
| --- | ------------ | ------- |
| Австралия (ARIA) | Золотой      | 35 000  |
| Нидерланды (NVPI) | Золотой      | 75 000^ |
| Великобритания (BPI) | Платиновый   | 600 000 |
| ^ Данные о тиражах приведены только на основе сертификации. · Данные о продажах + прослушиваниях приведены только на основе сертификации. |              |         |

## Список композиций
7"
1. «I Knew You Were Waiting (For Me)» — 3:52
2. «I Knew You Were Waiting (For Me)» (Instrumental) — 4:00

US 12" maxi-single
1. «I Knew You Were Waiting (For Me)» (Edited remix) — 5:29
2. «I Knew You Were Waiting (For Me)» (Percappela) — 5:14
3. «I Knew You Were Waiting (For Me)» (Album version) — 4:01
4. «I Knew You Were Waiting (For Me)» (Extended remix) — 7:30
  - Remixed by Steve Thompson и Michael Barbiero

## Официальные ремиксы и версии
- The Shadows сделали инструментальную версию в 1987 году в альбоме Simply Shadows.
- Живая версия в исполнении Bucks Fizz в их альбоме Live at the Fairfield Hall, Croydon в 1991 году.
- Hear'Say в 2001 году на стороне B их сингла «Everybody».
- Michael McDonald записал в 2008 году свою версию в альбоме Soul Speak.
- «Welcome Back», на британском TV для промокоммпании T-Mobile 29 октября 2010.[25]
- Дуэт Joshua Ledet Jessica Sanchez на конкурсе 11-го сезона American Idol в 8-ю неделю American Idols LIVE! Tour 2012.
- Дуэт CJ Harris и Malaya Watson на конкурсе 13-го сезона American Idol в 8-ю неделю.
- Crystal Lewis и Michael English сделали кавер для британского проекта 2012 года, Some People Change.